# 幹線堀

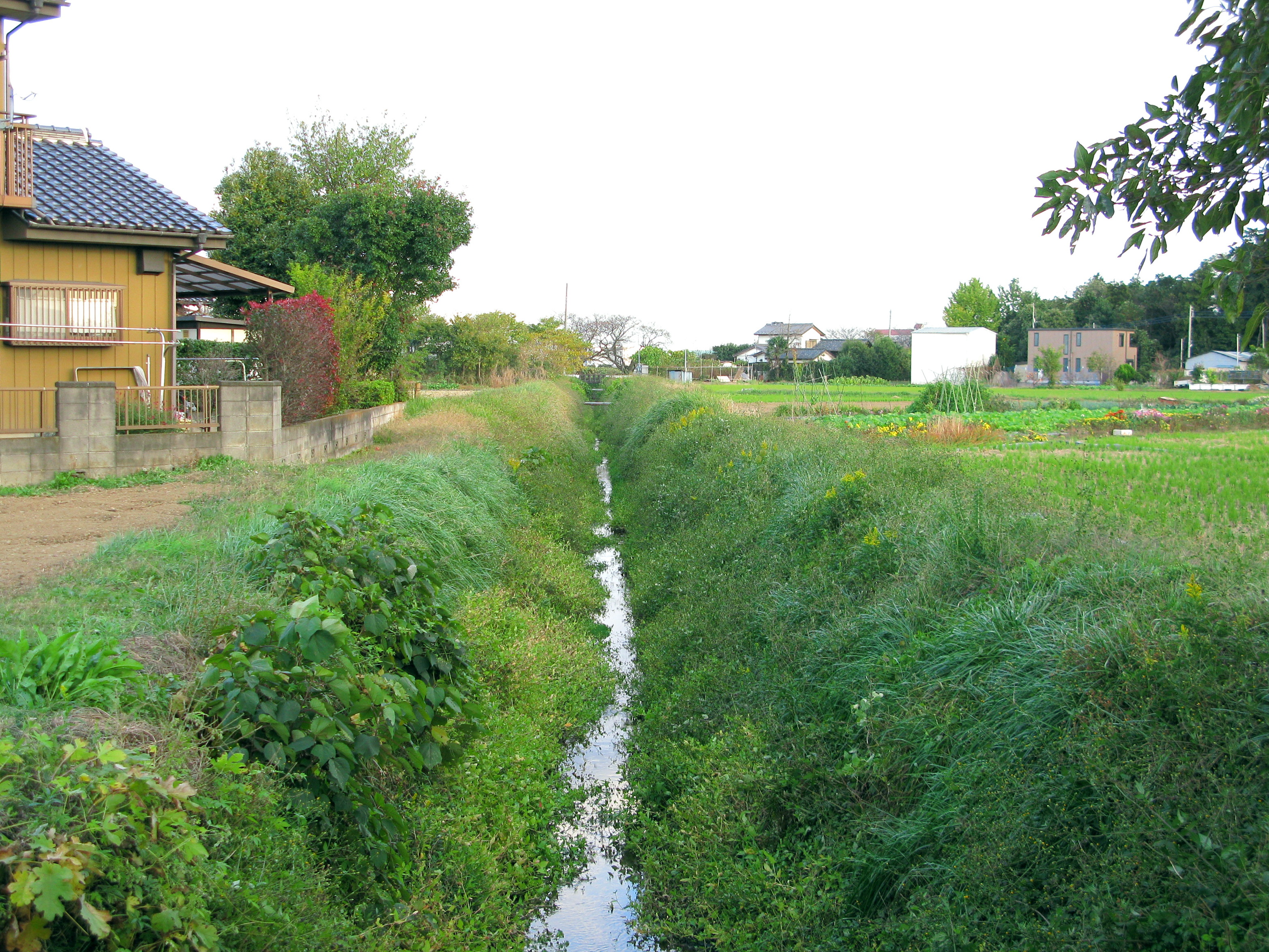
幹線堀終点付近

幹線堀（かんせんほり）は、埼玉県鴻巣市・久喜市菖蒲区域を流れる河川である。

## 概要
ほぼ全域水田などの農地の中を流下する。流末は栢間赤堀へと至り終点となる。流路の詳細に関しては下記の流路節を参照されたい。栢間赤堀と水路との合流地点付近には桜が植樹されており、同地付近には「赤堀改修記念碑」が建立されている。また、同地付近の栢間赤堀西方（右岸側）に所在する神明神社の参道の並木道などにはかつての農村の風景などが比較的保存されている。

## 流路
- 鴻巣市郷地より埼玉県道38号加須鴻巣線を横断し、同市笠原へ至る。
- 笠原の北東部を野通川の南方に並行し、字内谷・字太田切・字株柳・字長田苗・字下沼・字土腐・字沖埜などの中を南東へ流下する。
- 埼玉県道310号笠原菖蒲線を横断後、笠原の南東部を南南東へ流下し、久喜市菖蒲町上栢間へ至る。
- 菖蒲町上栢間の北東部の字道明・字曽根・字田中などの中を南南東へ流下する。
- 菖蒲町上栢間（西側）と菖蒲町下栢間（東側）の境界を南南東へ流下する。
- 再び流域が菖蒲町上栢間となり、南南東へ流下する。
- 埼玉県道312号下石戸上菖蒲線を横断すると流路がそれまでの南南東より南東へと変わり、菖蒲町上栢間を流下する。
- 菖蒲町上栢間（西側）と菖蒲町下栢間（東側）との境界付近にて、北より流下してくる栢間赤堀へと至り、合流・終点となる。
- 終点：栢間赤堀

## 橋梁

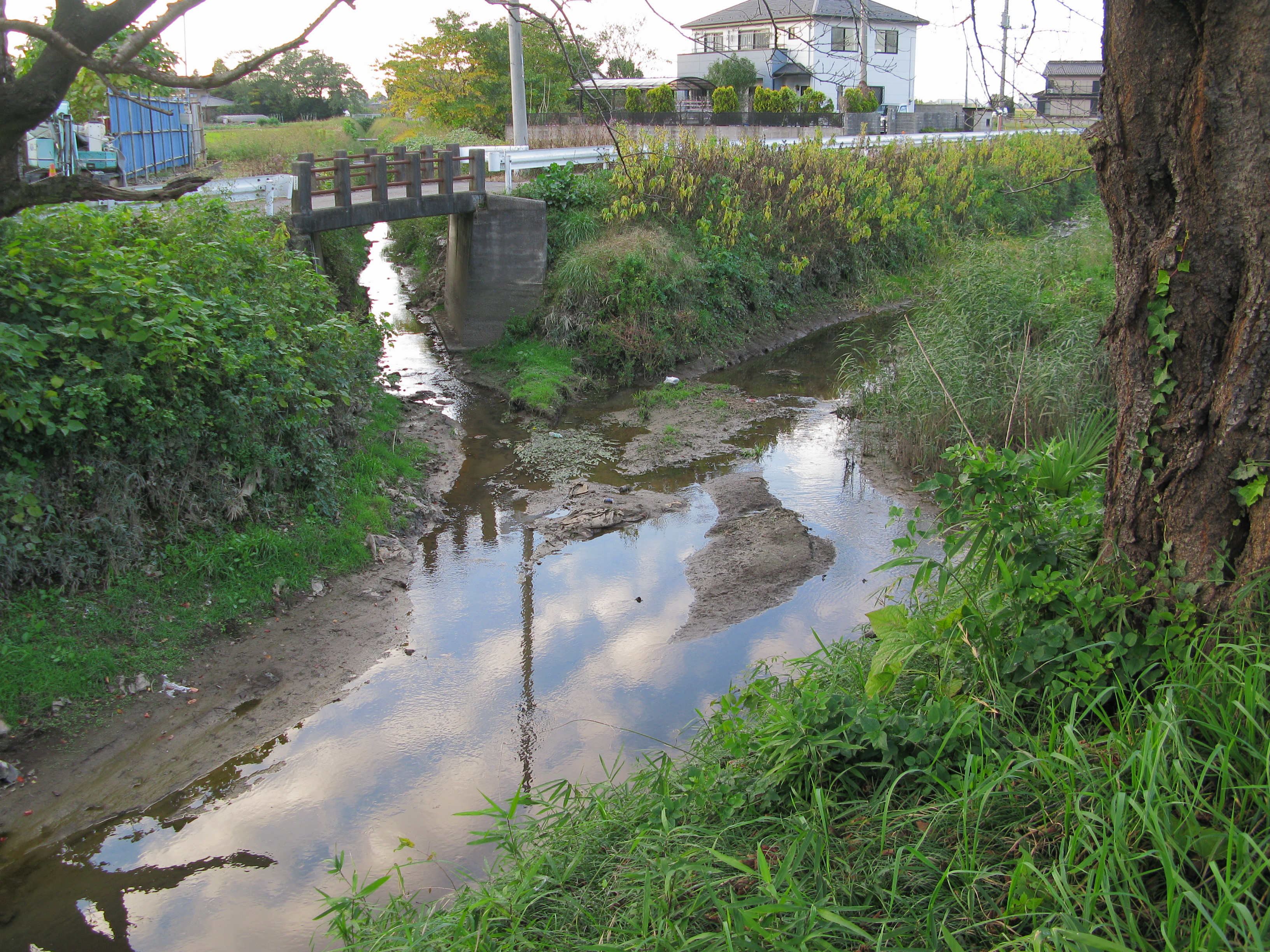
幹線堀（奥）と栢間赤堀の合流点

- （埼玉県道38号加須鴻巣線）
- （埼玉県道310号笠原菖蒲線）
- （埼玉県道312号下石戸上菖蒲線）
- 古宮橋

## 周辺の施設
- 笠原第二クリーン施設
- 上栢間地区集落排水処理施設
- 森下公民館
- 森下浄水場
- 神明神社